# Валкановер (Тренто)
Валкановер је насеље у Италији у округу Тренто, региону Трентино-Јужни Тирол.
Према процени из 2011. у насељу је живело 471 становника. Насеље се налази на надморској висини од 467 м.